# Štefan Onderčo
Štefan Onderčo (19. srpna 1884 Močidľany – 31. března 1937 Ňaršany) byl slovenský katolický kněz, československý politik a meziválečný poslanec Národního shromáždění za Hlinkovu slovenskou ľudovou stranu, později za Autonomistický blok.

## Biografie
Studoval na gymnáziu a pak na kněžském semináři. Působil potom na různých místech jako kaplan a farář. Věnoval se též národní osvětě. Podle údajů z roku 1935 byl profesí farář a kanovník v Ražňanech (tehdy nazývaných Ňaršany) . Byl předsedou hospodářského spolku v Prešově.
V letech 1918-1920 zasedal v Revolučním národním shromáždění. V parlamentních volbách v roce 1920 získal za Slovenskou ľudovou stranu (později Hlinkovu slovenskou ľudovou stranu) poslanecké křeslo v Národním shromáždění. Mandát v parlamentních volbách v roce 1925 obhájil a do parlamentu se dostal i po parlamentních volbách v roce 1929 a opět po parlamentních volbách v roce 1935. V nich kandidoval za Autonomistický blok - širší politickou alianci, kterou vytvořila Hlinkova slovenská ľudová strana. Zastával funkci místopředsedy Poslanecké sněmovny Národního shromáždění.
Zemřel po delší chorobě v březnu 1937. V poslaneckém křesle ho po jeho smrti vystřídal Ivan Pješčák.